# Computermonitor
Ein Computermonitor ist ein Bildschirm, der primär zum Anschluss an einen Computer gedacht ist.
Insbesondere in den Jahren zwischen 1985 und 2005 entwickelten sich Fernsehgeräte und Computermonitore sehr weit auseinander (Qualität, Bildraten, Signale, Pegel, Stecker), seit 2010 wachsen diese wieder zusammen.

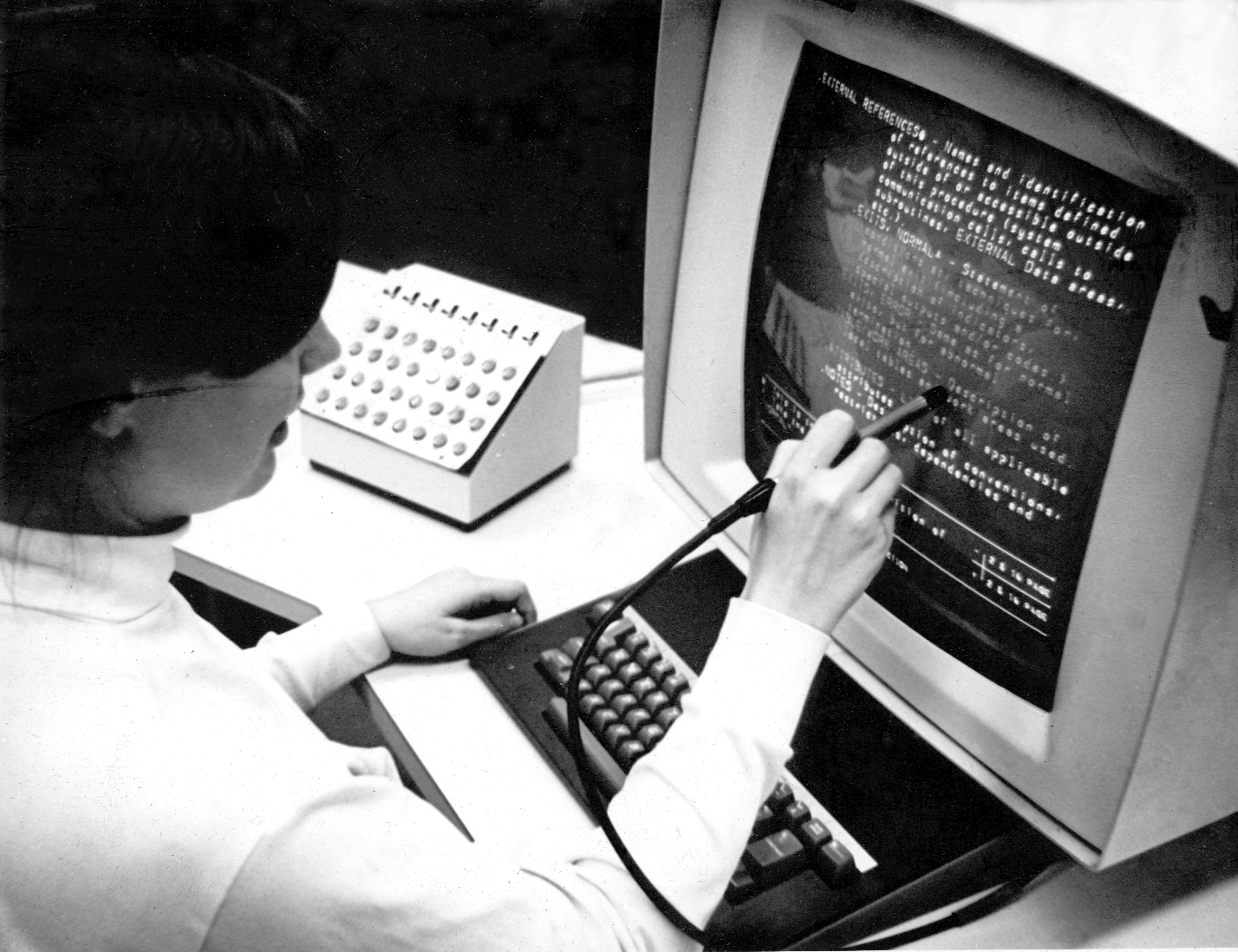
IBM 2250, ein Vektor-Display-Terminal mit Lichtgriffel-Unterstützung aus dem Jahr 1969

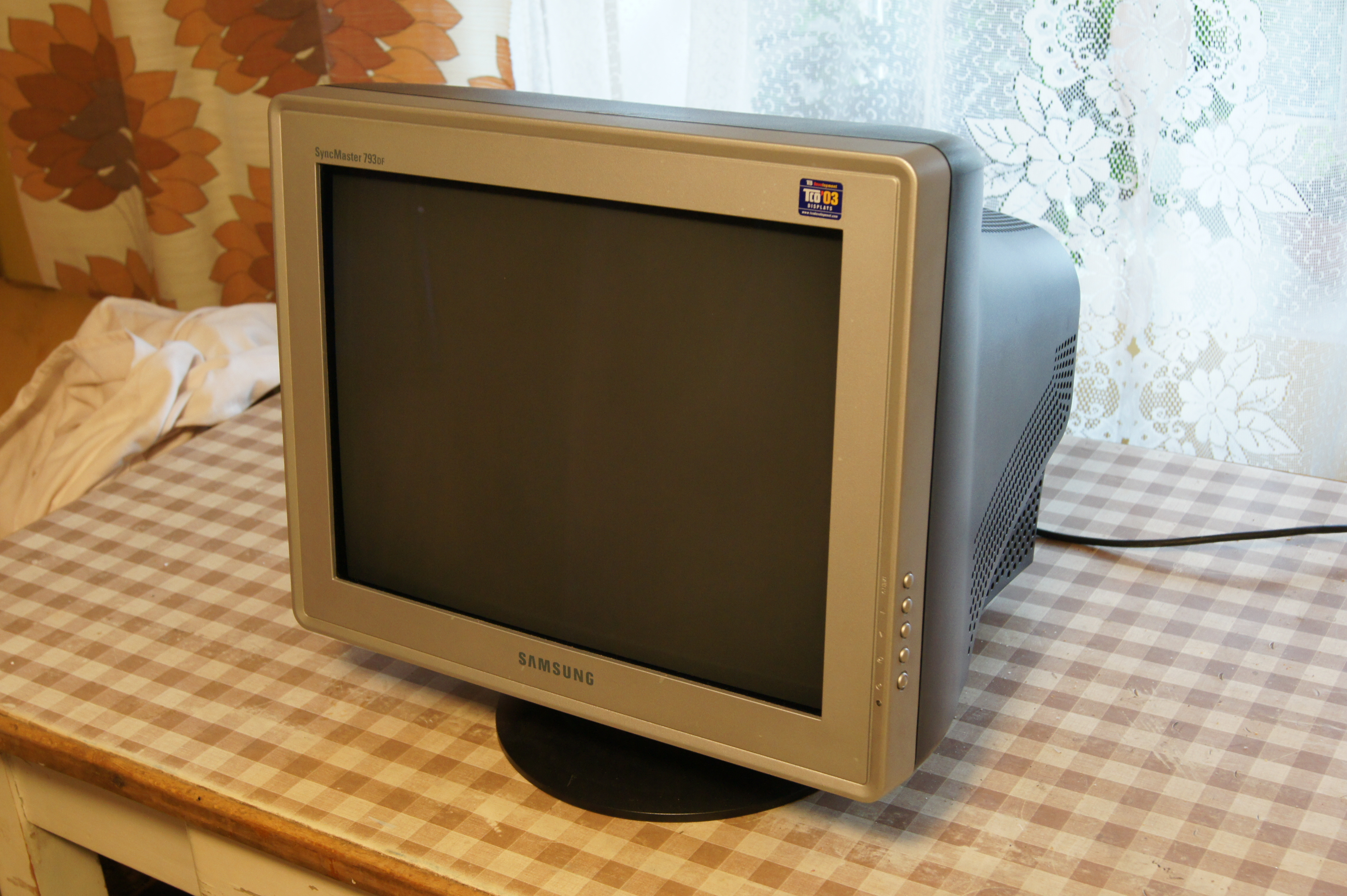
17-Zoll-Computer-Röhrenmonitor aus dem Jahr 2006 (Samsung 793DF)

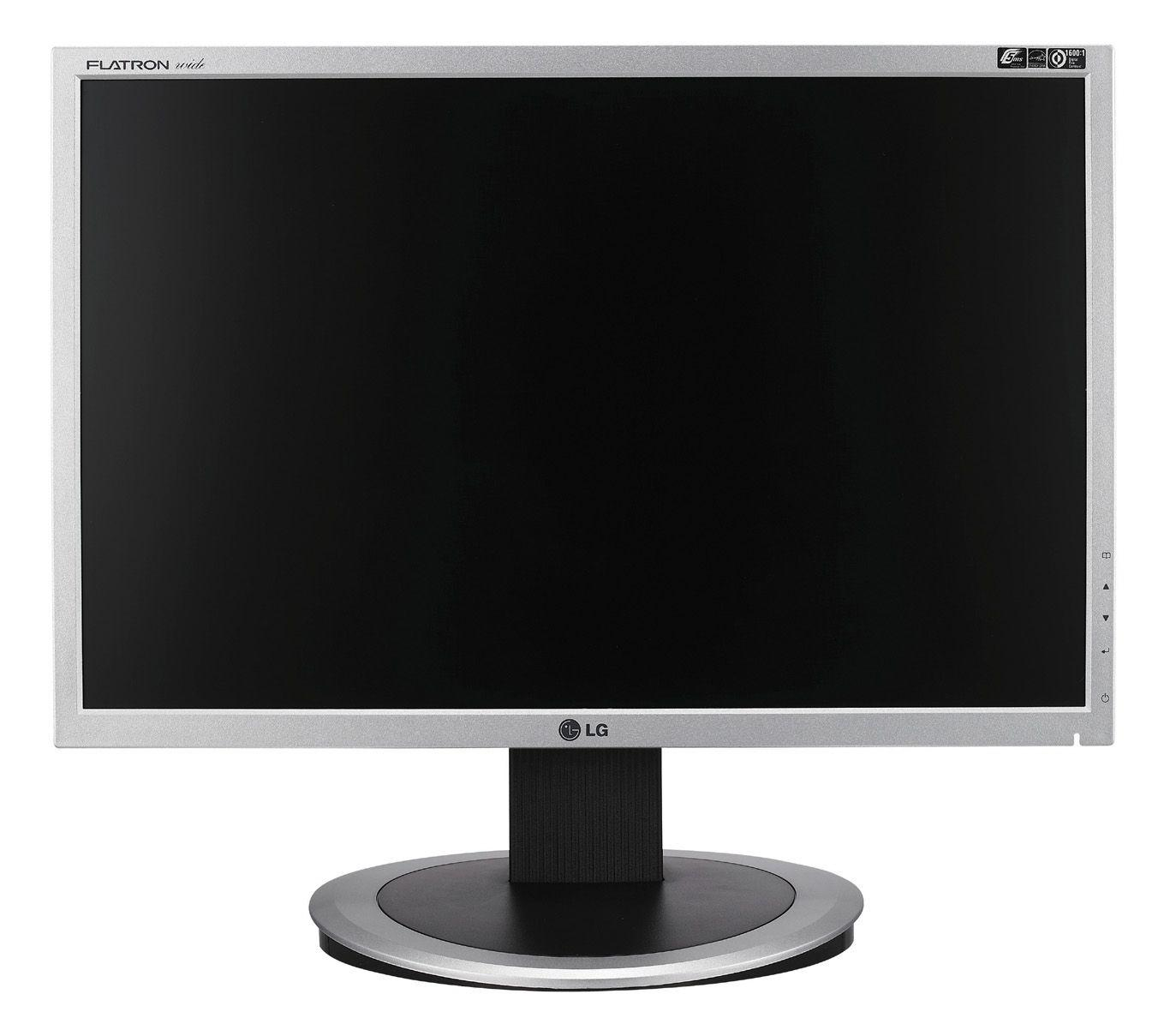
19-Zoll-TFT-Bildschirm aus dem Jahr 2007 (LG L194WT)

## Geschichte

### Ausgabegeräte der Anfangszeit

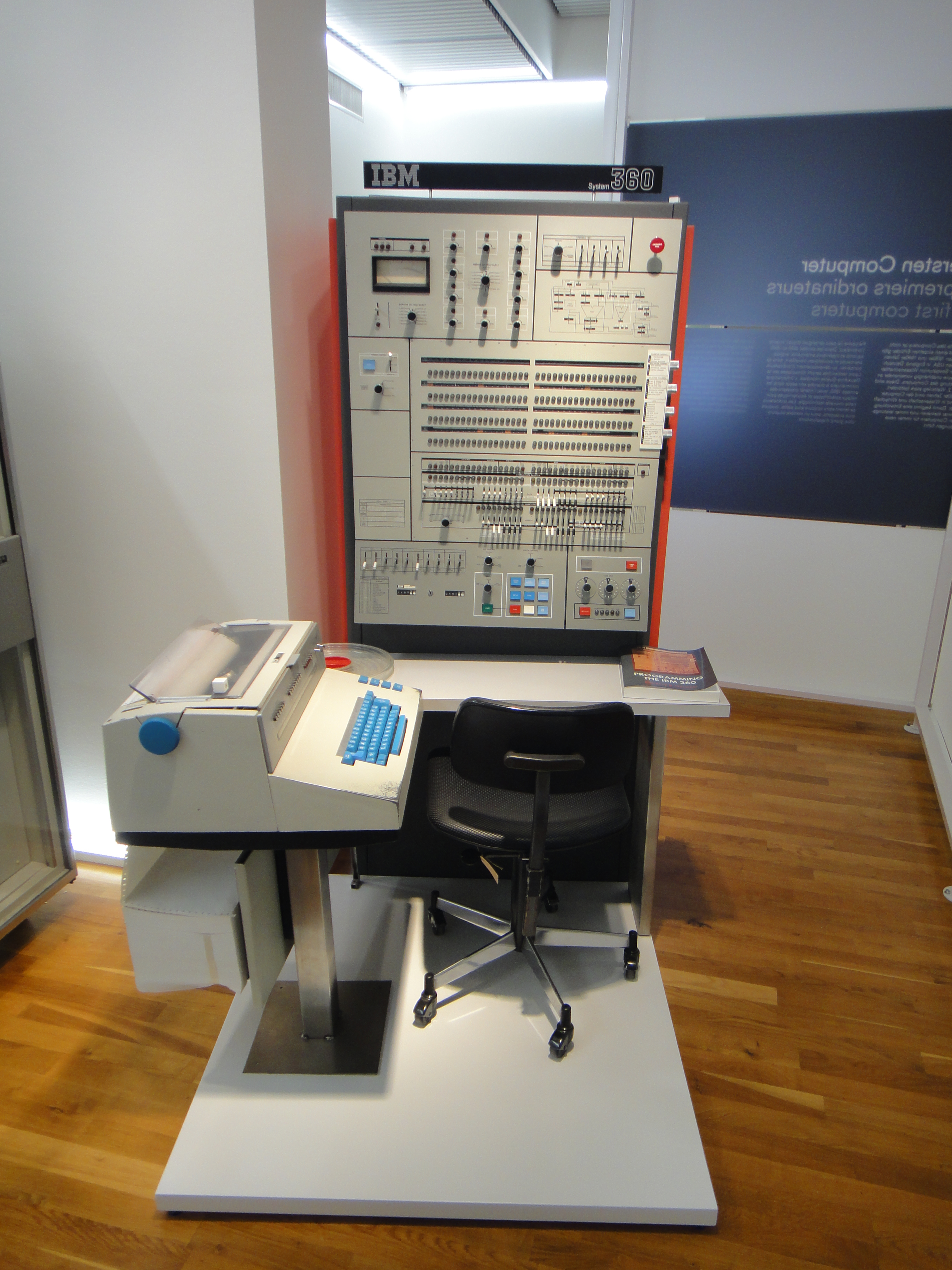
Arbeitsplatz an einer IBM S/360-50. Rückmeldungen auf Tastatur-Eingaben erfolgten zeilenweise auf Endlospapier.

In der Anfangszeit der Computer gab es keine Computer-Monitore und auch keine Computer-Tastaturen und -Mäuse. Eingabe und Ausgabe erfolgten über Lochkarten(stapel) oder Lochstreifen. Diese wurde mit Lochkartenstanzern (oder Lochstreifenstanzern) erstellt. Drucker (eigentlich Fernschreiber) sorgten schließlich für die Ausgabe der Daten, die auf den Lochkarten oder -streifen gespeichert waren oder vielmehr aus diesen Daten errechnet wurden (Listenausgabe).
Ab Anfang der 1960er Jahre kamen Mainframe-Systeme wie die IBM-S/360-Serie auf den Markt, die mit Hilfe von Text-Kommandos über eine Tastatur bedient werden konnten, wobei die Ausgabedaten mit Hilfe eines Anschlagdruckers auf Endlos-Papier visualisiert wurden. Da für den Ausdruck lediglich die binären Steuercodes für die zu druckenden Zeichen übermittelt werden mussten, war dieses Verfahren im Gegensatz zur digitalen Modulation von Bilddaten bereits vor der Erfindung des Monitors realisierbar. Die ersten Computer-Terminals waren so konzipiert, dass sie dieselben Steuerdaten wie ein damaliger Drucker interpretieren konnten, um daraus eine Textausgabe auf dem Bildschirm zu generieren.

### Computerterminals
Anfang der 1970er tauchten zunehmend Computerterminals auf. Typische Vertreter waren z. B. die IBM-3270-Terminals oder VT100-Terminals. Der Umweg über Lochkarten und Bänder verschwand, man konnte mit Hilfe solcher Terminals direkt mit einem Computer kommunizieren. Als charakteristische Eigenschaft blieb, dass die Kommunikation immer noch gewisse Ähnlichkeiten mit Fernschreibern und Lochstreifen hatten. Sie wurden meist, analog zu Fernschreibern, seriell mit Text- und Steuerzeichen angesteuert. Eingaben wurden gesammelt dem Zentralcomputer (mit seiner kostbaren Rechenzeit) übermittelt.
Als Monitore selbst kamen meist weiße, grüne oder orange Monochrommonitore basierend auf Kathodenstrahlröhren (CRTs) wie bei Fernsehern zum Einsatz. Die Terminals hatten meist 80 oder 132 Zeichen je Zeile bei 24 oder 43 Zeilen. Die Auflösung lag zwischen 240 und 350 Zeilen, Bildraten bei 50 oder 60 Hz, häufig mit nachleuchtendem Phosphor, um das Flimmern durch den Bildrasteraufbau zu minimieren.

### Aufkommende Heimcomputer, Anfänge des PCs
Für Heimcomputer griff man auf vorhandene Technik zurück – den heimischen Fernseher. Etwas besser waren spezielle Computermonitore.
Die Darstellungsqualität hängt dabei auch von der benutzten Schnittstelle zwischen Computer und Fernseher ab; in aufsteigender Reihenfolge:
- Ansteuerung über einen HF-Modulator. Üblich sind maximal 40 Zeichen pro Zeile.
- Ansteuerung mittels FBAS-Signal über einen Video-Eingang, der u. a. auch für Videorecorder gedacht war.
- Ansteuerung mittels getrenntem Farb- und Helligkeitssignal (S-Video).
- Ansteuerung mittels RGB-Signal (meist über SCART).

Je weiter unten in der Liste das Verfahren steht, desto weniger – der eigentlich nur für die Fernsehübertragung via Antenne notwendigen – Signalverarbeitungsstufen sind bei der Übertragung involviert; dementsprechend entfällt die jeweils innewohnende Limitierung der Signalqualität durch Bandbreitenbegrenzung oder Modulationsartefakte. Allerdings war zu Beginn der Heimcomputer-Ära am vorhandenen Fernseher ein anderer Eingang als der für das HF-Signal (Antenneneingang) nicht selbstverständlich, weshalb über den HF-Modulator praktisch jeder Fernseher für die Ausgabe geeignet ist. Auf der anderen Seite basiert das Bildsignal vieler Heimcomputer gar nicht auf einem RGB-Signal; sie erzeugen direkt ein FBAS- oder S-Video-Signal, weswegen dort ein RGB-Monitor nicht genutzt werden kann.

### Aufkommen von hochauflösenden Computermonitoren
Sowohl für Heimcomputer wie den C64 wie auch für Büro-Computer wie die IBM-PCs gab es Computermonitore. Während der folgenden Jahrzehnte entwickelten sich die Darstellungsstandards bei der IT-Technik beständig weiter, während aufgrund der bestehenden Normen der Fernsehübertragung dort (abseits von Detailverbesserungen) praktisch kein Fortschritt stattfand. Dies führte dazu, dass sich über knapp 20 Jahre Computermonitore und Fernseher extrem auseinanderentwickelten. Mit dem ersten Schritt weg vom fernsehkompatiblen Heimcomputer war die Darstellung eines Computerbildes auf einem Fernseher praktisch unmöglich. Die Fortschritte im Bereich der Digitaltechnik ermöglichten später jedoch vergleichsweise einfach eine qualitativ gute Normenwandlung. Dadurch können einerseits Fernsehsignale aus Computerbilddaten erzeugt werden, zum anderen war das eine Voraussetzung für die Weiterentwicklung von Fernsehnormen unter Beibehaltung von Abwärts- und Aufwärtskompatibilität, wodurch sich Computer- und Fernsehtechnik wieder einander annähern.

### Flachbildschirme
Um das Jahr 2000 tauchten sowohl im Computer- wie im Fernsehbereich Flachbildschirme auf. Bei Fernsehern kamen am Anfang Plasmabildschirme zum Einsatz, bei Computermonitoren Flüssigkristallbildschirme (LCDs) mit Dünnfilmtransistoren (TFT).
Hochauflösende Flachbildschirme in Monitoren müssen in der Lage sein, eine sehr große Anzahl von Bildelementen (Pixels) sowohl horizontal als auch vertikal darzustellen. Dazu waren die ursprünglichen Flüssigkristallanzeigen (LCDs) mit passiver Matrixansteuerung nicht geeignet. Die Kombination von Dünnfilmtransistoren mit jedem Pixel eines LCDs brachte den technologischen Durchbruch, um mit solchen Aktiv-Matrix-Displays Anzeigen mit hohem Informationsinhalt zu verwirklichen. Seit etwa 2015 gibt es ebenfalls Aktiv-Matrix-Monitore mit OLEDs anstelle von LCDs.
Mit DVI bei Computern und HDMI bei Fernsehern wurden sehr ähnliche Standards der Ansteuerung von binären Displays entwickelt.

## Anschlüsse

### TV und Heimcomputer
Im Bereich der Heimcomputer kommen die zu ihrer Hochzeit in den 1980er-Jahren üblichen Verbindungstechniken für Trägerfrequenzsignale (via HF-Modulator), Video- und RGB-Signale zum Einsatz (z. B. Belling-Lee-Steckverbinder, BNC-, Cinch-, DIN- oder SCART-Stecker).

### Monitore

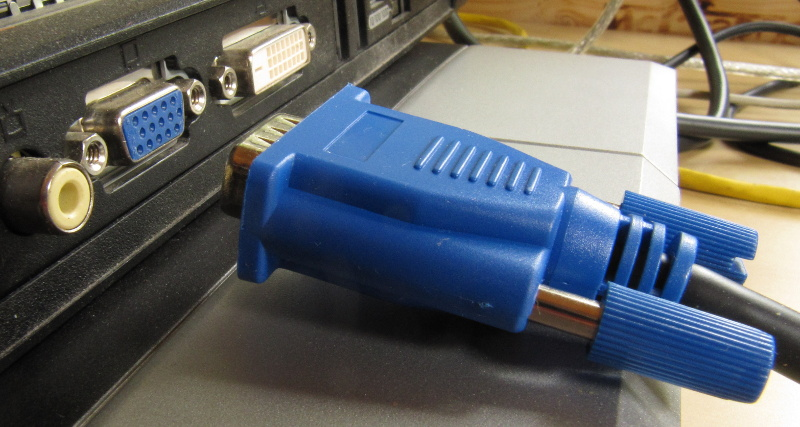
VGA-Stecker und Buchse

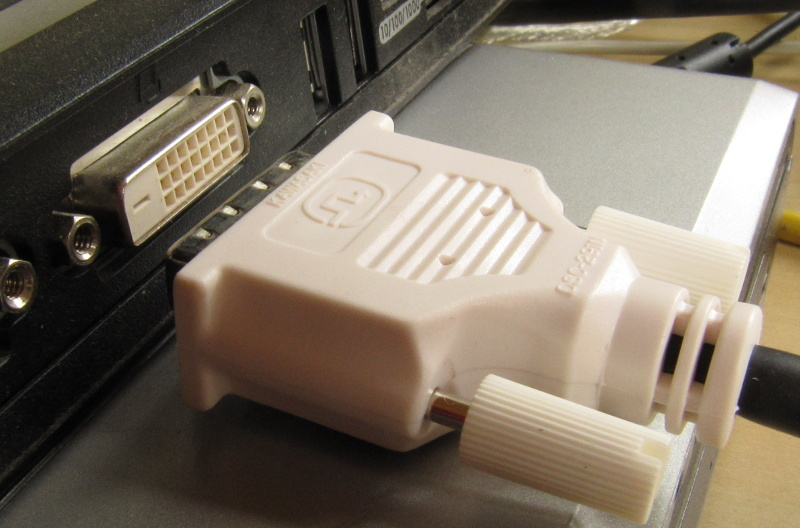
DVI-Stecker und Buchse

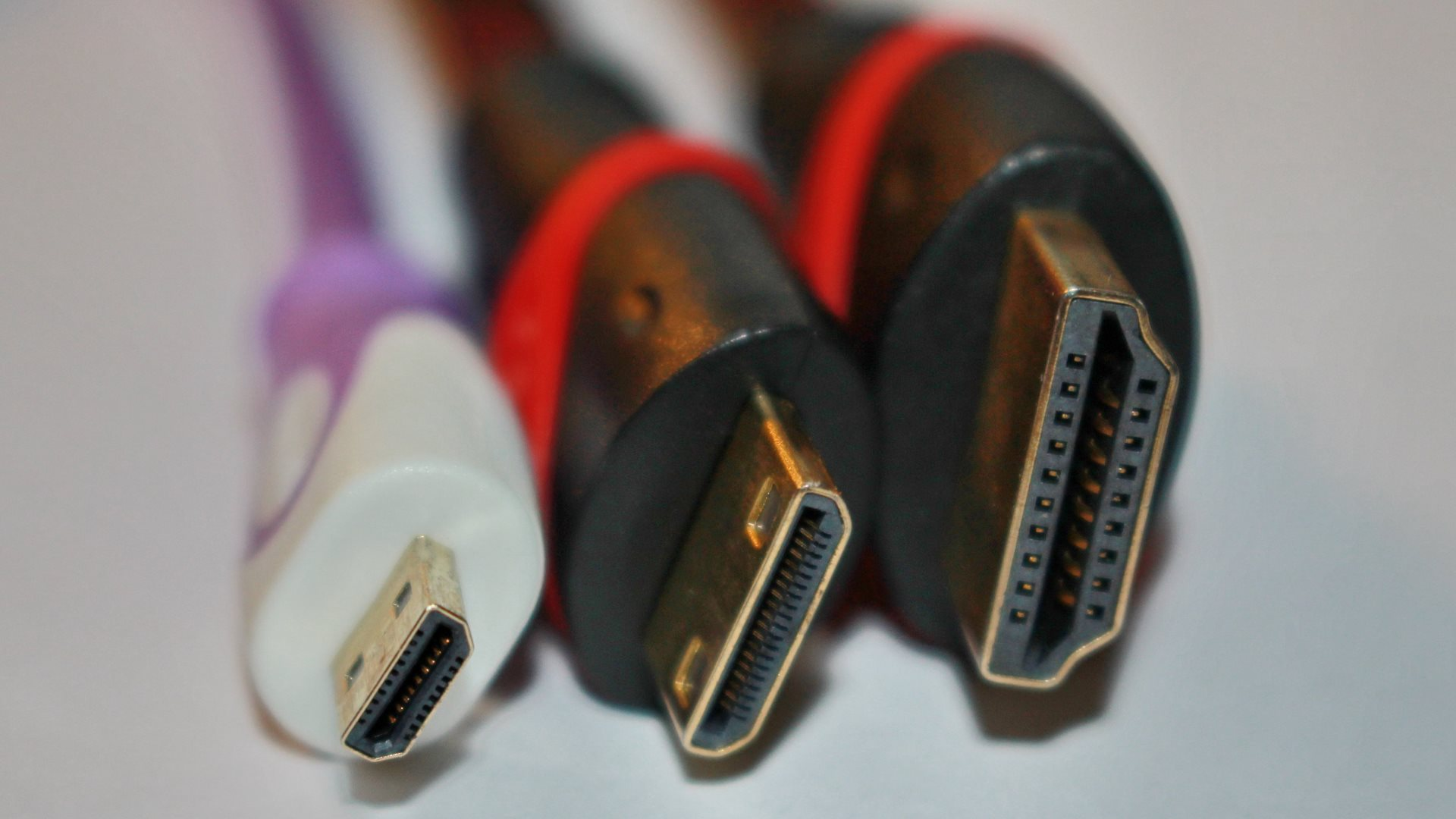
HDMI-Stecker (von links nach rechts: Micro (Typ D), Mini (Typ C) und Normal (Typ A))

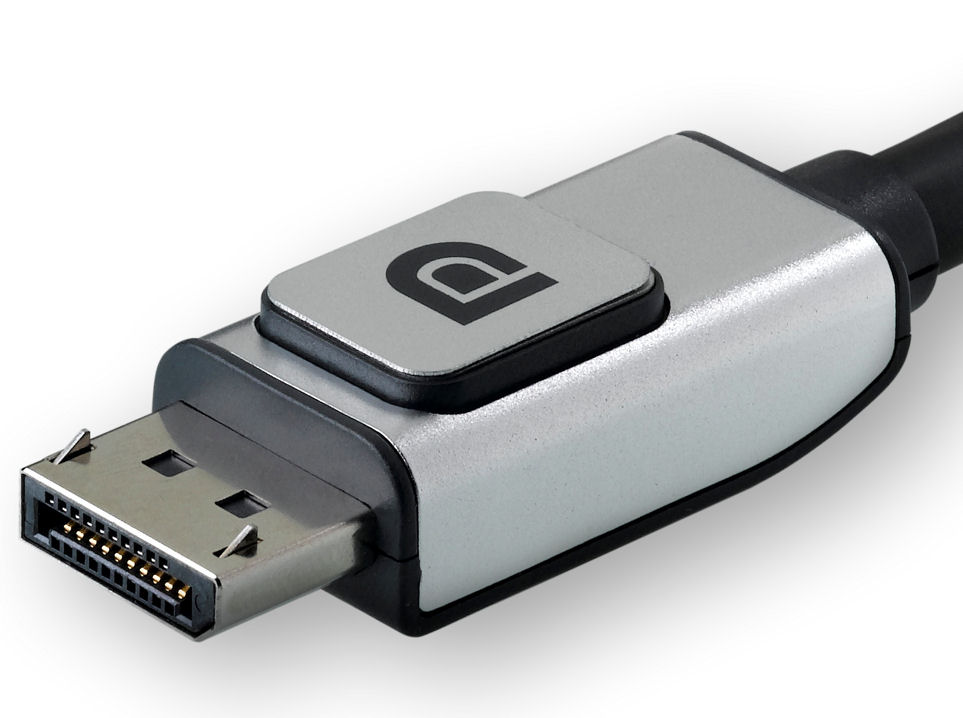
DisplayPort-Stecker

Die Übertragung von Videosignalen wechselte mehrfach.
- Ära 1: Videosignale wurden genauso wie beim Fernsehgerät analog übertragen. Beliebig viele Farben konnten übertragen werden. Synchronisation wird mit dem Helligkeitskanal bzw. mit dem Grünkanal übertragen.
- Ära 2: Der IBM-PC favorisierte die digitale Übertragung mit getrennter Übertragung der Synchronsignale.
  - Monochrom-Monitore wurden über zwei Signale angesteuert (Video, Intensity) und zwei Synchronsignale (HSync+ und VSync−)
  - Color Graphics Adapter-Monitore über vier Signale (Red, Green, Blue, Intensity) und zwei Synchronsignale (HSync+ und VSync−)
  - Enhanced Graphics Array-Monitore über sechs Signale (Red, Green, Blue, Red-Intensity, Green-Intensity, Blue-Intensity) und zwei Synchronsignale (HSync+ und VSync−)
- Ära 3: Beim Video Graphics Array wurde von IBM pro Farbe (Rot, Grün, Blau) wieder nur eine Leitung verwendet, über die die Intensität analog übertragen wurde. Dabei wurden bis zu 218 Farben unterstützt. Die beiden Synchronsignale blieben erhalten.
- Ära 4: Digitale Übertragung von analogen Signalen als digitale Daten über 1 oder 2 Leitungen. Synchronsignale als spezielle Codeworte im digitalen Datenstrom.
- Ära 5: In Ära 4 wird das Signal mit dem exakten Timing aus Ära 3 übertragen. Man löst sich auch von dieser Gewohnheit und überträgt Videodaten als asynchrone Pakete.

#### Synchronsignale
Computermonitore benötigen meist separat übertragene Synchronsignale (HSYNC + VSYNC).
Selten werden beide Signale zusammen übertragen (CSYNC). Das Übertragen mit dem Helligkeitssignal (YUV) oder Sync-on-Green, der Standard bei Video, wird nicht verwendet.

#### Digital Visual Interface
Digital Visual Interface (DVI) ist eine Schnittstelle zur Übertragung von Videodaten. Im PC-Bereich entwickelte sich DVI zu einem Standard für den Anschluss von TFT-Monitoren an die Grafikkarte eines Rechners.
DVI beinhaltet die gleichzeitige Ausgabe von analogen (DVI-A oder DVI-I) wie digitalen Video-Signalen (DVI-D und DVI-I). DVI ist in weiten Bereichen kompatibel zum später entstandenen HDMI.

#### High Definition Multimedia Interface
High Definition Multimedia Interface (HDMI) ist eine ab Mitte 2002 entwickelte Schnittstelle für die volldigitale Übertragung von Audio- und Video-Daten in der Unterhaltungselektronik. Sie vereinheitlicht existierende Verfahren, erhöht gegenüber diesen die Qualitätsmerkmale, und bietet außerdem auch ein zusammenhängendes Kopierschutz-Konzept (DRM).

#### DisplayPort
DisplayPort (DP) ist ein durch die VESA genormter universeller und lizenzfreier Verbindungsstandard für die Übertragung von Bild- und Tonsignalen. Anwendungsbereiche sind im Wesentlichen der Anschluss von Bildschirmen und Fernsehgeräten an Computern und ähnlichen Geräten.

#### Quo vadis
Der Weg ist klar vorgezeichnet hin zu einer allgemeinen Schnittstelle, die sowohl zur Stromversorgung und zur Datenübertragung wie auch zur Ausgabe von Videodaten befähigt ist. Siehe USB 3.1 mit Stecker Typ C, Mobile High-Definition Link (MHL) und Thunderbolt.

### Analoges TV

#### Serial Digital Interface
Das Serial Digital Interface (SDI) ist eine serielle digitale Schnittstelle, primär zur Übertragung von unkomprimierten und unverschlüsselten Videodaten über Koaxialkabel oder Lichtwellenleiter. Es kommt hauptsächlich im Bereich professioneller Fernsehstudios und bei Fernsehsendern zum Einsatz.
Die SDI-Schnittstelle wird von der Society of Motion Picture and Television Engineers (SMPTE) spezifiziert und stellt eine Weiterentwicklung der analogen Videostandards wie dem PAL beziehungsweise NTSC-Verfahren dar.

## Technische Typen nach Art des Bilddarstellungsverfahrens

### Rasterdisplays vs. Vektordisplays mit Kathodenstrahlröhren (CRTs)
Rasterdisplays überstreichen den gesamten Bildschirm in einem festen Raster. Der Elektronenstrahl wird je nach Darstellung hell- oder dunkelgetastet.
Vektorbildschirme arbeiten ähnlich einem Plotter. Es können schlecht Flächen, aber sehr gut Linien dargestellt werden. Ab einer gewissen Komplexität der Darstellung flimmert das Bild zunehmend, da das Zeichnen zu lange dauert und weniger als 40 Mal das Bild pro Sekunde geschrieben werden kann.

### Flachbildschirme
Während neuere LCD-Computermonitore und HDTV-Monitor ausnahmslos quadratische Pixel besitzen, gibt es bei alten LCD-Computermonitoren und SDTV-Bildschirmen sowohl quadratische wie nichtquadratische Pixel. Nichtquadratische Pixel waren bei frühen CGA- und EGA-Laptop-Displays üblich. SDTV-Monitore orientierten sich häufig an der ITU-R BT.601 und hatten horizontal 352, 704 oder 720 Pixel. Weder bei 4:3 noch bei 16:9 noch bei PAL noch bei NTSC waren dann die Pixel quadratisch.

### Twisted nematic (TN)
Das Twisted-Nematic-Display ist eine der ältesten und häufig günstigsten Arten von LC-Display-Technologien, die es gibt. TN-Displays profitieren von schnellen Pixel-Reaktionszeiten und weniger Smearing als andere LC-Display-Technologien, leiden aber unter schlechter Farbwiedergabe und eingeschränkten Betrachtungswinkeln, besonders in vertikaler Richtung. Die Farben verschieben sich, möglicherweise bis hin zur vollständigen Invertierung, wenn sie in einem Winkel betrachtet werden, der nicht senkrecht zum Display ist. Moderne, hochwertige Consumer-Produkte haben Methoden entwickelt, um die Unzulänglichkeiten der Technologie zu überwinden, wie z. B. RTC-Technologien (Response Time Compensation / Overdrive). Moderne TN-Displays können deutlich besser aussehen als ältere TN-Displays aus früheren Jahrzehnten, aber insgesamt hat TN im Vergleich zu anderen Technologien minderwertige Betrachtungswinkel und schlechte Farben.
TN-Panels können Farben mit nur sechs Bit pro RGB-Kanal oder insgesamt 18 Bit darstellen und sind nicht in der Lage, die 16,7 Millionen Farbschattierungen (24-Bit-True-Color) darzustellen, die mit 24-Bit-Farben möglich sind. Stattdessen zeigen diese Panels interpolierte 24-Bit-Farben mit einer Dithering-Methode an, die benachbarte Pixel kombiniert, um den gewünschten Farbton zu simulieren. Sie können auch eine Form des zeitlichen Dithering verwenden, das als Frame Rate Control (FRC) bezeichnet wird und bei jedem neuen Bild zwischen verschiedenen Farbtönen wechselt, um einen Zwischenfarbton zu simulieren. Solche 18-Bit-Panels mit Dithering werden manchmal als "16,2 Millionen Farben" beworben. Diese Farbsimulationsmethoden werden von vielen Menschen wahrgenommen und von einigen als sehr störend empfunden. FRC neigt dazu, bei dunkleren Tönen am stärksten aufzufallen, während Dithering die einzelnen Pixel des LCDs sichtbar zu machen scheint. Insgesamt ist die Farbwiedergabe und Linearität bei TN-Panels schlecht. Unzulänglichkeiten des Display-Farbumfangs (oft als Prozentsatz des NTSC 1953-Farbumfangs angegeben) sind auch auf die Hintergrundbeleuchtungstechnologie zurückzuführen. Es ist nicht ungewöhnlich, dass ältere Bildschirme zwischen 10 % und 26 % des NTSC-Farbumfangs liegen, während andere Arten von Bildschirmen, die kompliziertere CCFL- oder LED-Phosphorformulierungen oder RGB-LED-Hintergrundbeleuchtungen verwenden, über 100 % des NTSC-Farbumfangs hinausgehen können, ein Unterschied, der für das menschliche Auge durchaus wahrnehmbar ist.
Der Transmissionsgrad eines Pixels eines LCD-Panels ändert sich typischerweise nicht linear mit der angelegten Spannung, und der sRGB-Standard für Computermonitore erfordert eine bestimmte nichtlineare Abhängigkeit der emittierten Lichtmenge als Funktion des RGB-Wertes.

### In-plane Switching (IPS)
In-Plane-Switching wurde 1996 von Hitachi Ltd. entwickelt, um den schlechten Betrachtungswinkel und die schlechte Farbwiedergabe der damaligen TN-Panels zu verbessern. Der Name kommt von dem Hauptunterschied zu TN-Panels, dass sich die Kristallmoleküle parallel zur Paneelebene bewegen, anstatt senkrecht dazu. Diese Änderung reduziert die Lichtstreuung in der Matrix, was IPS seine charakteristischen weiten Betrachtungswinkel und gute Farbwiedergabe verleiht.
Die ersten Iterationen der IPS-Technologie zeichneten sich durch eine langsame Reaktionszeit und ein niedriges Kontrastverhältnis aus, aber spätere Überarbeitungen haben diese Mängel deutlich verbessert. Aufgrund des weiten Betrachtungswinkels und der akkuraten Farbwiedergabe (fast ohne Farbverschiebung außerhalb des Winkels) wird IPS häufig in High-End-Monitoren eingesetzt, die sich an professionelle Grafiker richten, obwohl sie mit dem jüngsten Preisverfall auch auf dem Mainstream-Markt zu finden ist. Die IPS-Technologie wurde von Hitachi an Panasonic verkauft.

### Advanced fringe field switching (AFFS)
Dies ist eine von IPS abgeleitete LCD-Technologie von Boe-Hydis aus Korea. Bis 2003 als Fringe Field Switching bekannt, ist Advanced Fringe Field Switching eine ähnliche Technologie wie IPS oder S-IPS, die eine bessere Leistung und einen größeren Farbraum mit hoher Leuchtkraft bietet. Farbverschiebungen und -abweichungen, die durch Streulicht verursacht werden, werden durch die Optimierung des Weißumfangs korrigiert, wodurch auch die Weiß-/Grauwiedergabe verbessert wird. AFFS wurde von Hydis Technologies Co., Ltd, Korea (ehemals Hyundai Electronics, LCD Task Force) entwickelt.
Im Jahr 2004 lizenzierte Hydis Technologies Co., Ltd. sein AFFS-Patent an das japanische Unternehmen Hitachi Displays. Hitachi verwendet AFFS zur Herstellung von High-End-Panels in ihrer Produktlinie. Im Jahr 2006 lizenzierte Hydis sein AFFS auch an die Sanyo Epson Imaging Devices Corporation.

### Multidomain Vertical Alignment (MVA)
Sie erreichte eine für die damalige Zeit schnelle Pixelreaktion, weite Betrachtungswinkel und einen hohen Kontrast auf Kosten der Helligkeit und der Farbwiedergabe. Moderne MVA-Panels bieten weite Betrachtungswinkel (an zweiter Stelle nach der S-IPS-Technologie), eine gute Schwarztiefe, eine gute Farbwiedergabe und -tiefe und schnelle Reaktionszeiten aufgrund der Verwendung von RTC-Technologien (Response Time Compensation). Wenn MVA-Panels schräg betrachtet werden, verschieben sich die Farben, aber viel weniger als bei TN-Panels.
Es gibt mehrere "Next-Generation"-Technologien, die auf MVA basieren, darunter P-MVA und AMVA von AU Optronics sowie S-MVA von Chi Mei Optoelectronics.
Gemusterte vertikale Ausrichtung (PVA)
Weniger teure PVA-Panels verwenden oft Dithering und FRC, während Super-PVA (S-PVA)-Panels alle mindestens 8 Bits pro Farbkomponente verwenden und keine Farbsimulationsmethoden einsetzen. S-PVA eliminiert auch weitgehend das winkelabhängige Glühen von Volltonschwärzen und reduziert die winkelabhängige Gammaverschiebung. Einige High-End-LCD-Fernseher von Sony BRAVIA bieten 10-Bit- und xvYCC-Farbunterstützung, zum Beispiel die Bravia X4500-Serie. S-PVA bietet außerdem schnelle Reaktionszeiten durch moderne RTC-Technologien.

### Advanced Super View (ASV)
Advanced super view, auch achsensymmetrische vertikale Ausrichtung genannt, wurde von Sharp entwickelt. Es ist ein VA-Modus, bei dem sich die Flüssigkristallmoleküle im ausgeschalteten Zustand senkrecht zu den Substraten ausrichten. Das untere Subpixel hat durchgehend bedeckte Elektroden, während das obere eine kleinflächige Elektrode in der Mitte des Subpixels hat.
Wenn das Feld eingeschaltet ist, beginnen die Flüssigkristallmoleküle aufgrund des elektrischen Feldes in Richtung der Mitte der Subpixel zu kippen; dadurch entsteht eine kontinuierliche Pinwheel-Ausrichtung (CPA); der azimutale Winkel dreht sich kontinuierlich um 360 Grad, was zu einem hervorragenden Betrachtungswinkel führt. Der ASV-Modus wird auch als CPA-Modus bezeichnet.

### Plane Line Switching (PLS)
Eine von Samsung entwickelte Technologie ist Super PLS, die Ähnlichkeiten mit IPS-Panels aufweist und mit verbesserten Betrachtungswinkeln und Bildqualität, erhöhter Helligkeit und niedrigeren Produktionskosten wirbt. Die PLS-Technologie debütierte auf dem PC-Display-Markt mit der Einführung der Monitore Samsung S27A850 und S24A850 im September 2011.

### TFT-Dual-Transistor-Pixel (DTP) oder Zelltechnologie
Die TFT-Doppeltransistor-Pixel- oder -Zelltechnologie ist eine reflektierende Display-Technologie für den Einsatz in Anwendungen mit sehr geringem Stromverbrauch, wie z. B. elektronische Regaletiketten (ESL), Digitaluhren oder Messgeräte. DTP beinhaltet das Hinzufügen eines sekundären Transistor-Gates in der einzelnen TFT-Zelle, um die Anzeige eines Pixels über einen Zeitraum von 1s aufrechtzuerhalten, ohne dass das Bild verloren geht oder die TFT-Transistoren mit der Zeit degradieren. Durch die Verlangsamung der Bildwiederholrate der Standardfrequenz von 60 Hz auf 1 Hz behauptet DTP, die Leistungseffizienz um mehrere Größenordnungen zu erhöhen.

## Datenübertragung
Der Anschluss beim TFT-Monitor ist nicht nur eine Frage der Kompatibilität, sondern auch der Qualität des Bildes. DVI ist eine digitale Schnittstelle für Grafikkarten und Monitore (Digital Visual Interface). VGA ist die analoge Schnittstelle (Video Graphics Array). Die Grafikdaten werden im PC digital verarbeitet, die dann in der Grafikkarte in analoge Signale umgewandelt werden.
Ein TFT-Monitor benötigt digitale Signale zur Darstellung der Bilder. Wird jetzt ein TFT-Monitor über einen VGA-Anschluss betrieben, muss im Monitor ein Analog-Digital-Wandler das analoge Signal in ein digitales Signal übersetzen. Durch die Umwandlung wird die Qualität des Bildes je nach verwendeten Bauelementen mehr oder weniger gedämpft. Leichte Unschärfe und Flimmern können die Folge sein. Die beste Kombination ist eine Grafikkarte mit digitalem DVI-Ausgang und ein Monitor mit DVI-Eingang.
Per DVI-VGA-Adapter kann auch ein TFT-Monitor, der lediglich einen VGA-Anschluss besitzt, an einer Grafikkarte mit DVI-Anschluss betrieben werden, jedoch wird bei diesem Verfahren das Bild weiterhin analog übertragen.
Moderne Computerbildschirme dunkeln sich nach einer gewissen Zeit von unveränderten Datensignalen ab oder gehen in einen Stand-by-Modus um Strom zu sparen. (Siehe auch: Green IT)

## Standardauflösungen
Im Bereich existieren sowohl Grafikstandards, wie auch typische Auflösungen für Grafikmodi, wobei die meisten über die VESA standardisiert sind.
Die Bildschirme sind werksseitig auf ein Gamma von 2,2 und eine Farbtemperatur von 6500 K justiert. Mittels Farbmanagement-Software lassen sich diese Werte (soweit darstellbar) anpassen.
Flachbildschirme haben wie Röhrenbildschirme mit Kathodenstrahlröhren eine maximale und minimale darstellbare Bildschirmauflösung. Während bei einem Röhrenmonitor keine Auflösung genau über die native Lochmaske passt und daher alle Auflösungen entsprechend unscharf wiedergegeben werden. Die meisten anderen Auflösungen müssen interpoliert werden und erscheinen daher weniger scharf. Ausnahmen sind Auflösungen, die in Höhe und Breite Teiler der Maximalauflösung darstellen und bei denen daher keine Zwischenpixel interpoliert werden müssen, wie etwa die Hälfte oder ein Viertel der nativen Auflösung. Die native Auflösung wird in der Typenbeschreibung des Monitors angegeben.
Als Desktop-Bildschirmauflösung des Betriebssystems ist daher heute die native (= maximale) Bildschirmauflösung des verwendeten Flachbild-Monitors besonders zu empfehlen. Moderne Betriebssysteme übernehmen die Skalierung der Bildschirmdarstellung in die gewünschte Darstellungsgröße selbst und ermöglichen der Grafikkarte so, den Flachbildschirm in seiner nativen Auflösung anzusteuern.

## Bildschirmmaße
Bei TFT-Monitoren wird die exakte Bildschirmdiagonale angegeben. Bei früheren Röhrenmonitoren wurde die (nicht vollständig nutzbare) Diagonale des Glaskolbens angegeben. Diese Diagonale war etwa 2,5 bis 4 cm größer als die wirklich nutzbare Diagonale.
Das Seitenverhältnis bei Röhrenmonitoren war fast(?) ausnahmslos 4:3. Bei Flachdisplays war dies anfangs auch so. 17-Zoll- und 19-Zoll-Geräte gab es meist mit 1280×1024er Auflösung und einem Seitenverhältnis von 5:4.
Ab dem Aufkommen von 24-Zoll-Geräten um die Jahrtausendwende kamen 16:10 und seit 2008 16:9-Geräte dazu. Letztere haben mittlerweile einen Marktanteil von etwa 90 Prozent.
Eine weitere Größe war bei Röhrengeräten die maximale Zeilenfrequenz bzw. die maximale Bildfrequenz bei gegebener Auflösung. Seit der Ära TFT ist diese von geringerer Bedeutung geworden und beträgt meist 60 Hz. Flimmern hat nichts mehr mit der Auffrischrate des Bildinhalts zu tun.

## Bekannte Hersteller von Computermonitoren
| - AOC - Acer - Apple Inc. - Asus - Belinea | - BenQ - Dell - Eizo - Fujitsu - Gateway | - Hewlett-Packard - HannStar - iiyama - / LaCie - Lenovo | - LG - NEC - Philips - Samsung - Sony | - Toshiba - VideoSeven - ViewSonic - Wortmann - Zalman |